# Ludolf Grove
Ludolf Grove (auch: Ludolphus Grove) (* circa 1390 in Hannover; † 1458) war Bischof von Ösel in Westestland.

## Leben

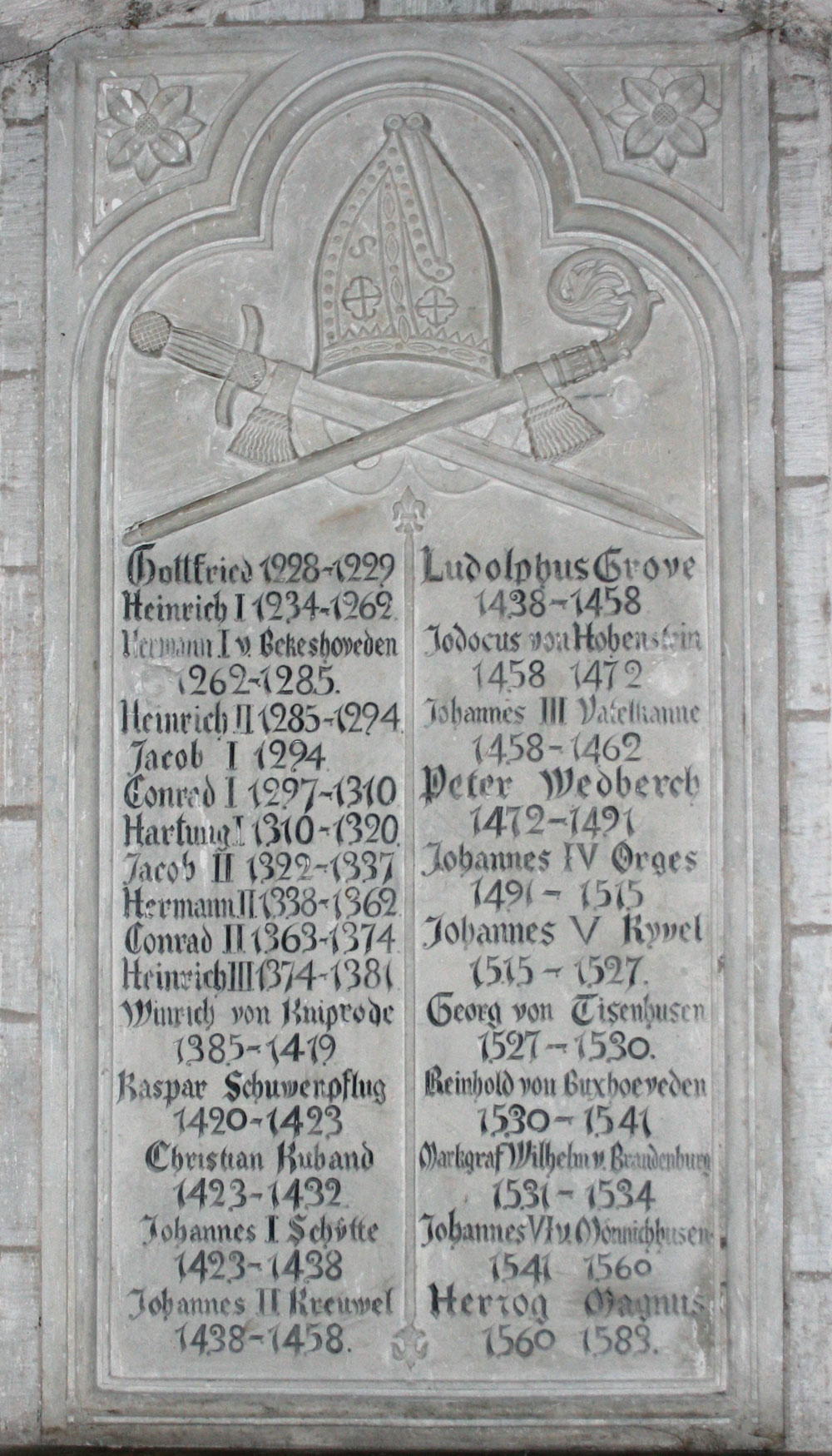
In Stein gehauene Liste der Bischöfe von Ösel

### Familie
Ludolf Grove war verwandt mit Berthold Rike, von 1409 bis 1436 Dompropst zu Lübeck, sowie mit Ludolf Quirre, der es bis zum Dompropst in Halberstadt brachte.
Die Familien Grove und Quirre besaßen benachbarte Grundstücke zwischen der Leinstraße und der Leine in Hannover, einem Gelände, auf dem später das Leineschloss errichtet werden sollte: 1452 schenkte Bischof Grove dem Minoritenkloster in Hannover die „domus“ der Familie Grove – an das Gelände des dort durch die Ordensbrüder dann errichteten Kräutergartens grenzte das „Quirresche Grundstück“.

### Werdegang
Ludolf Grove diente etliche „Jahre in der Vertretung des Deutsch-Ordens-Prokurators an der Kurie“ in Rom, erreichte im Kirchenrecht jedoch keinen hohen Abschluss. Mit dem Auftrag durch den Deutschen Orden, Hinderungsgründe gegen die Erhebung von Dietrich Reseler zum Bischof zu finden, ging Grove nach Livland und wurde dort vom Orden zunächst mit einer Domherren-Stelle versorgt. Dennoch wechselte Grove bald auf die Seite des vom Deutschen Orden massiv bedrohten Reselers. Daraufhin wurde er vom Domkapitel zum Thesaurar gewählt und als Repräsentant seines Bischofs und des Domkapitels von Ösel zum Basler Konzil gesandt.
In Basel traf Grove auf zwei andere Hannoveraner: Johannes Schele, einen der Präsidenten des Konzils „und eine Art Kardinalprotektor für die livländischen Bistümer in ihrem Streit gegen den Deutschen Orden“, sowie Dietrich Nagel (* ca. 1400 in Hannover; † 1468/69), den Vertreter des Hochstifts Riga. Nicht zuletzt durch die Unterstützung und wohl das Ansehen von Nagel sowie durch Freunde von Schele wurde die Wahl Groves zum Bischof von Ösel durch das Konzil approbiert.
So reiste Grove 1440 in sein Bistum ab und zog – wie vor ihm Dietrich Reseler in Dorpat – eigene Verwandte und Landsleute sowie Freunde nach. Mit ihnen kämpfte er in und um Ösel andauernd, aber schließlich erfolgreich gegen einen Rivalen: Noch 1439 war ein anderer Bischof, aus den Reihen des Deutschen Ordens, von dem im selben Jahr durch das Basler Konzil abgesetzten Papst Eugen IV. ernannt worden. Grove überlebte seinen Konkurrenten schließlich und blieb bis zu seinem Lebensende Bischof von Ösel.
1452 schenkte Ludolf Grove dem Minoritenkloster in seiner Heimatstadt die „domus“ seiner Familie Grove an der Leinstraße; auf dem Gelände wurde später das Leineschloss errichtet.